# Pearl Beach (Míchigan)
Pearl Beach es un lugar designado por el censo ubicado en el condado de St. Clair en el estado estadounidense de Míchigan. En el Censo de 2010 tenía una población de 2829 habitantes y una densidad poblacional de 362,76 personas por km².

## Geografía
Pearl Beach se encuentra ubicado en las coordenadas 42°37′44″N 82°35′27″O / 42.62889, -82.59083. Según la Oficina del Censo de los Estados Unidos, Pearl Beach tiene una superficie total de 7.8 km², de la cual 5.56 km² corresponden a tierra firme y (28.76%) 2.24 km² es agua.

## Demografía
Según el censo de 2010, había 2829 personas residiendo en Pearl Beach. La densidad de población era de 362,76 hab./km². De los 2829 habitantes, Pearl Beach estaba compuesto por el 98.37% blancos, el 0.14% eran afroamericanos, el 0.28% eran amerindios, el 0.49% eran asiáticos, el 0% eran isleños del Pacífico, el 0.07% eran de otras razas y el 0.64% pertenecían a dos o más razas. Del total de la población el 0.85% eran hispanos o latinos de cualquier raza.